# MBC충북 충주 TV
MBC충북 충주 TV는 대한민국 MBC충북 충주방송국에서 운영하는 종합 텔레비전 방송 채널이다.

## DMB 방송
2008년 2월 20일부터 DMB 방송국 MY MBC 충청권이 개국함으로써 DMB에서도 충주MBC TV를 볼 수 있게 되었다.